# Distribution et traitement de l'eau en Azerbaïdjan
Pour un article plus général, voir eau potable.

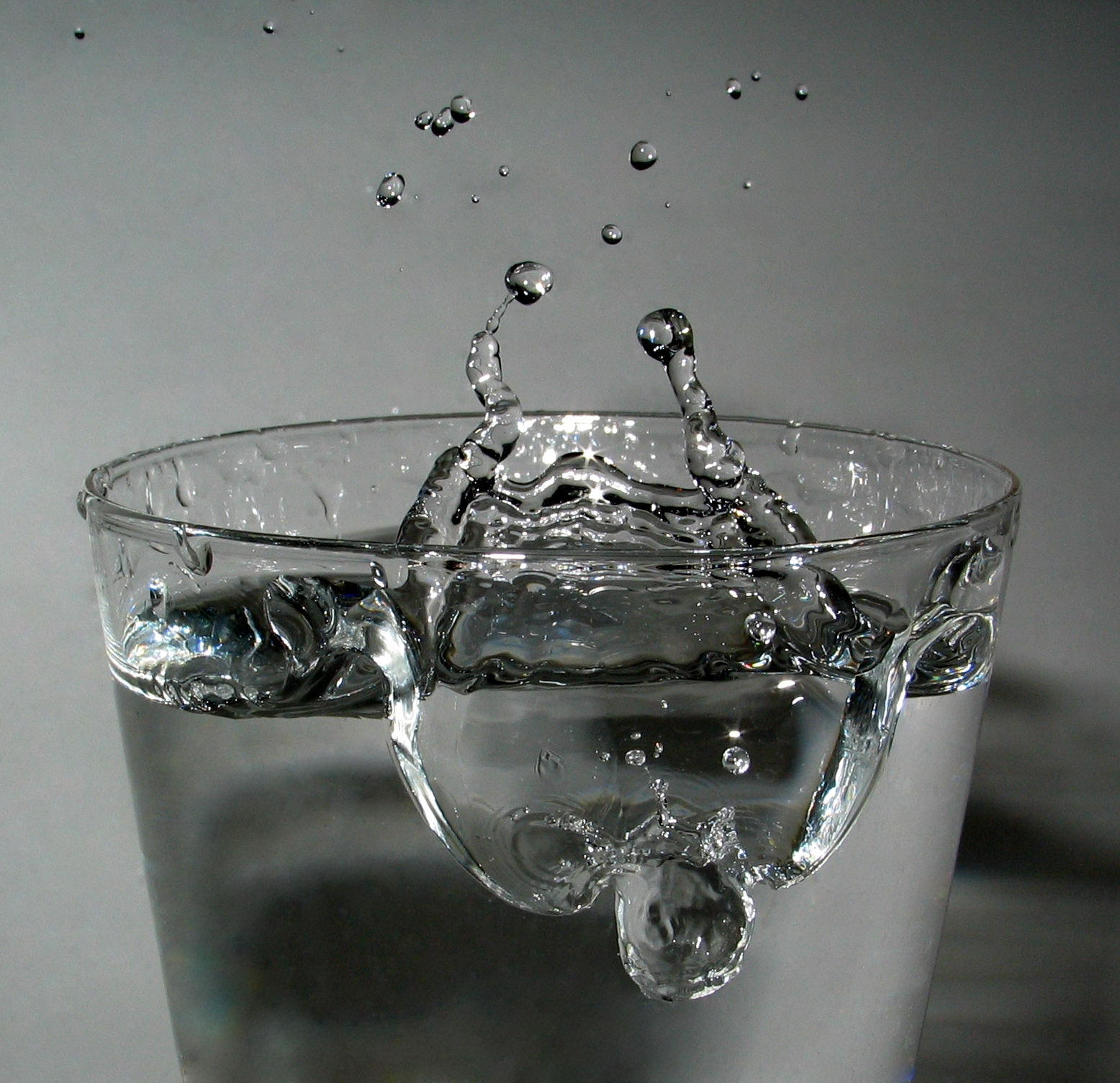
Impact d'une goutte d'eau

L'objectif de la politique nationale de l'Azerbaidjan concernant la gestion des ressources en eau est de développer une stratégie d'état en accord avec différentes conventions et principes inscrits dans la "Convention sur la protection et l'utilisation des eaux transfrontalières" de la commission économique pour l'Europe des Nations unies, les directives cadres de l'union européenne concernant l'eau et la santé, ainsi que d'autres principes des nations unies et de l'Union Européenne.[réf. nécessaire]

## Histoire
Durant la fin des années 80 et le début des années 90 de gros problèmes de distribution d'eau ont touché la ville de Bakou et la région de la péninsule d'Apchéron. La population n'avait accès à l'eau que 6 heures par jour par-exemple et les pertes dues au mauvais maintien du réseau étaient élevées. Dans ces circonstances le nouveau gouvernement azéri créa la "Compagnie régionale des eaux" en 1995. L'Azerbaidjan fut le premier pays de la CEI à recevoir un prêt de la Banque Mondiale, pour remettre à jour son systeme de distribution d'eau, avec des résultats plutôt positifs sur le plan technique.

## Réserves et sources d'eau potables
En 2004, la répartition de l'utilisation de l'eau en Azerbaïdjan était ainsi: 40% provenait des lacs, 30% des rivières, 20% des réservoirs et le reste de sources souterraines. D'après l'Organisation des Nations unies pour l'alimentation et l'agriculture, en 2008 7% de l'eau consommée en Azerbaïdjan provenait de sources souterraines.
Le réservoir de Mingachevir alimenté par le fleuve Koura, est un bon exemple de source d'eau utilisé en Azerbaïdjan, en effet le plus grand réservoir du sud du Caucase et une source importante pour les villes du pays.

## Assainissement
72 % des habitations de Bakou sont reliées aux réseaux d'égouts, seulement la moitié des eaux sont traitées. En général, la situation du traitement des eaux usées en 2012 en Azerbaïdjan était médiocre.

## Utilisation de l'eau
Un rapport de la FAO datant de 2005 estimait la consommation de l’eau en Azerbaïdjan se diviser ainsi : 77 % pour l'agriculture et le bétail, 19 % pour l'industrie, les 4 % restant pour les municipalités.